# Autostrada A67 (Niemcy)
Autostrada A67 (niem. Bundesautobahn 67 (BAB 67) także Autobahn 67 (A67)) – autostrada w Niemczech prowadząca z północy na południe, od skrzyżowania z autostradą A3 na węźle Mönchhof-Dreieck koło Rüsselsheim am Main do skrzyżowania z autostradą A6 na węźle Viernheimer Dreieck koło Viernheimu w Hesji.

## Odcinki międzynarodowe
Autostrada pomiędzy skrzyżowaniem z autostradą A3 na węźle Mönchhof-Dreieck a skrzyżowaniem z autostradą A5 na węźle Darmstädter Kreuz jest częścią trasy europejskiej E35.
Autostrada pomiędzy skrzyżowaniem z autostradą A3 na węźle Mönchhof-Dreieck a skrzyżowaniem z autostradą A60 na węźle Rüsselsheimer Dreieck jest częścią trasy europejskiej E42.
Autostrada pomiędzy skrzyżowaniem z autostradą A5 na węźle Darmstädter Kreuz a skrzyżowaniem z autostradą A6 na węźle Viernheimer Dreieck jest częścią trasy europejskiej E451.